# Those Were the Days... (film, 2000)
Pour plus de détails, voir Fiche technique et Distribution.
Those Were the Days... (友情歲月之山雞故事, Yau ching sui yuet: Shan Gai goo si) est un film d'action hongkongais réalisé par Raymond Yip (en) et sorti en 2000 à Hong Kong.
C'est un film dérivé de la série des Young and Dangerous et centré sur le personnage de Chiu le poulet (Jordan Chan).

## Synopsis
L'histoire de Chiu le poulet (Jordan Chan) avant qu'il ne rejoigne les triades avec son camarade Chan Ho-nam (Ekin Cheng).

## Fiche technique
- Titre original : 友情歲月之山雞故事
- Titre international : Those Were the Days...
- Réalisation : Raymond Yip (en)
- Scénario : Manfred Wong
- Photographie : Lai Yiu-fai
- Montage : Marco Mak
- Musique : Chan Kwong-wing
- Production : Manfred Wong
- Société de production et de distribution : Film Business International Ltd.
- Pays d'origine :  Hong Kong
- Langue originale : cantonais
- Format : couleur
- Genre : action et film de gangsters
- Durée : 103 minutes
- Dates de sortie :
  -  Hong Kong : 31 mars 2000

## Distribution
- Jordan Chan : Chiu Shan-ho le poulet
- Gigi Leung : Lok Wing-gee
- Michael Tse : Dai Tin-yee
- Jason Chu : Chou-pan
- Jerry Lamb : Pou-pan
- Ekin Cheng : Chan Ho-Nam
- Sandra Ng : Sœur 13
- Anthony Wong Chau-sang : Tai Fei
- Lee Siu-kei : Kei
- Shek Sau (en)
- Ng Chi-hung : Oncle Bee (non crédité)